# Meidericher Spielverein Duisburg 1981-1982
Questa voce raccoglie le informazioni riguardanti il Meidericher Spielverein Duisburg nelle competizioni ufficiali della stagione 1981-1982.

## Stagione
Nella stagione 1981-1982 il Duisburg, allenato da Friedhelm Wenzlaff e Kuno Klötzer, concluse il campionato di Bundesliga al 18º posto. In Coppa di Germania il Duisburg fu eliminato al terzo turno dal Karlsruhe.

## Rosa
| N. |                        | Ruolo | Calciatore           |
| -- | ---------------------- | ----- | -------------------- |
|    | Germania (bandiera)    | P     | Wolfgang de Beer     |
|    | Germania (bandiera)    | P     | Ulrich Fuchs         |
|    | Germania (bandiera)    | P     | Gerhard Heinze       |
|    | Germania (bandiera)    | P     | Wolfgang Schreiner   |
|    | Germania (bandiera)    | D     | Franz-Wilhelm Brings |
|    | Germania (bandiera)    | D     | Bernard Dietz        |
|    | Germania (bandiera)    | D     | Peter Fenten         |
|    | Germania (bandiera)    | D     | Claus Gebauer        |
|    | Germania (bandiera)    | D     | Klaus Lambert        |
|    | Germania (bandiera)    | D     | Frank Saborowski     |
|    | Germania (bandiera)    | D     | Dietmar Schacht      |
|    | Paesi Bassi (bandiera) | D     | Kees Zwamborn        |
|    | Germania (bandiera)    | C     | Herbert Büssers      |

| N. |                          | Ruolo | Calciatore             |
| -- | ------------------------ | ----- | ---------------------- |
|    | Germania (bandiera)      | C     | Manfred Dubski         |
|    | Germania (bandiera)      | C     | Norbert Fruck          |
|    | Germania (bandiera)      | C     | Thomas Kempe           |
|    | Germania (bandiera)      | C     | Pascal Notthoff        |
|    | Germania (bandiera)      | C     | Franz-Josef Steininger |
|    | Germania (bandiera)      | C     | Guido Szesni           |
|    | Germania (bandiera)      | A     | Wolfgang Dedic         |
|    | Germania (bandiera)      | A     | Rudi Gores             |
|    | Germania (bandiera)      | A     | Uwe Helmes             |
|    | Corea del Sud (bandiera) | A     | Sang-in Park           |
|    | Germania (bandiera)      | A     | Rudolf Seliger         |
|    | Germania (bandiera)      | A     | Roland Wohlfarth       |

## Organigramma societario
Area tecnica
- Allenatore: Kuno Klötzer
- Allenatore in seconda: Günter Preuß
- Preparatore dei portieri:
- Preparatori atletici:

## Calciomercato

### Sessione estiva
| Acquisti | Acquisti      | Acquisti             | Acquisti |
| R.       | Nome          | da                   | Modalità |
| -------- | ------------- | -------------------- | -------- |
| D        | Kees Zwamborn | Ajax                 |          |
| A        | Uwe Helmes    | Rot-Weiß Lüdenscheid |          |

| Cessioni | Cessioni           | Cessioni        | Cessioni |
| R.       | Nome               | a               | Modalità |
| -------- | ------------------ | --------------- | -------- |
| A        | Gregor Grillemeier | Rot-Weiss Essen |          |
| D        | Dieter Mirnegg     | Como            |          |
| D        | Paul Steiner       | Colonia         |          |
| A        | Timo Ulitzka       | Rot-Weiss Essen |          |

### Sessione invernale
| Acquisti | Acquisti | Acquisti | Acquisti |
| R.       | Nome     | da       | Modalità |
| -------- | -------- | -------- | -------- |

| Cessioni | Cessioni | Cessioni | Cessioni |
| R.       | Nome     | a        | Modalità |
| -------- | -------- | -------- | -------- |

## Risultati

### Bundesliga

#### Girone di andata
| Arbitro: | Kasperowski |

|            |           |             |
| Szesni 17’ | Marcatori | 43’ Schüler |

| Arbitro: | Brehm |

|                         |           |           |
| Worm 29’ Merkhoffer 39’ | Marcatori | 84’ Dietz |

| Arbitro: | Roth |

|                                    |           |            |
| Seliger 24’, 52’ (rig.) Szesni 89’ | Marcatori | 63’ Funkel |

| Arbitro: | Eschweiler |

|                           |           |            |
| Burgsmüller 11’ Klotz 28’ | Marcatori | 78’ Dubski |

| Arbitro: | Engel |

|                                         |           |                          |
| Fruck 4’ Seliger 33’ (rig.), 36’ (rig.) | Marcatori | 39’ Heck 47’ Lieberwirth |

| Arbitro: | Klauser |

|                                          |           |  |
| Kempe 12’ (aut.) Cullmann 15’ Engels 52’ | Marcatori |  |

| Arbitro: | Luca |

|                                           |           |                            |
| Seliger 2’ Fruck 20’ Dietz 40’ Helmes 42’ | Marcatori | 67’ Nachtweih 78’ Borchers |

| Arbitro: | Ermer |

|                                                                                      |           |  |
| Kaltz 13’ (rig.), 72’ (rig.) Milewski 15’, 48’ Magath 44’ Bastrup 70’ von Heesen 85’ | Marcatori |  |

| Arbitro: | Assenmacher |

|                     |           |                          |
| Patzke 7’ Woelk 42’ | Marcatori | 47’ Saborowski 60’ Kempe |

| Arbitro: | Umbach |

|            |           |                           |
| Helmes 85’ | Marcatori | 61’ Allgöwer 62’ Ohlicher |

| Arbitro: | Retzmann |

|                                |           |                     |
| Pinkall 17’, 48’ Mill 58’, 85’ | Marcatori | 67’ Kempe 70’ Dietz |

| Arbitro: | Correll |

|                    |           |                               |
| Seliger 45’ (rig.) | Marcatori | 8’ Dronia 20’ Schock 28’ Pohl |

| Arbitro: | Horeis |

|                                     |           |  |
| Rummenigge 38’, 54’ Hoeneß 43’, 64’ | Marcatori |  |

| Arbitro: | Wahmann |

|                       |           |             |
| Gores 27’ Büssers 56’ | Marcatori | 82’ Hermann |

| Arbitro: | Tritschler |

|                                |           |                       |
| Cestonaro 11’, 70’ Mattern 63’ | Marcatori | 88’ Dietz 89’ Seliger |

| Arbitro: | Linn |

|  |           |              |
|  | Marcatori | 17’ Reinders |

| Arbitro: | Stäglich |

|                 |           |  |
| Allofs 60’, 90’ | Marcatori |  |

#### Girone di ritorno
| Arbitro: | Luca |

|                    |           |  |
| Groß 5’ Günther 9’ | Marcatori |  |

| Arbitro: | Ermer |

|                                                              |           |                |
| Kempe 47’, 84’ (rig.) Helmes 61’ Dietz 72’ (rig.) Dubski 77’ | Marcatori | 19’, 38’ Geyer |

| Arbitro: | Umbach |

|                                  |           |  |
| Funkel 34’ Brummer 85’ Dusek 90’ | Marcatori |  |

| Arbitro: | Klauser |

|             |           |                    |
| Büssers 16’ | Marcatori | 3’ Loose 58’ Klotz |

| Norimberga 13 febbraio 1982, ore 15:30 CET 22ª giornata | Norimberga | 0 – 0 referto | Duisburg | Städtisches Stadion (15 000 spett.)\| Arbitro: \| Föckler \| |
| Arbitro:                                                | Föckler    |               |          |                                                              |

| Arbitro: | Redelfs |

|                  |           |  |
| Dietz 45’ (rig.) | Marcatori |  |

| Arbitro: | Kasperowski |

|                                                    |           |               |
| Cha 24’ Nachtweih 45’ Künast 57’ Lorant 67’ (rig.) | Marcatori | 58’ Wohlfarth |

| Arbitro: | Tritschler |

|             |           |                              |
| Seliger 89’ | Marcatori | 33’ Hartwig 54’ (rig.) Kaltz |

| Arbitro: | Schmidhuber |

|                |           |  |
| Saborowski 22’ | Marcatori |  |

| Arbitro: | Brehm |

|                                           |           |             |
| Kelsch 41’ Six 58’ Müller 84’, 90’ (rig.) | Marcatori | 30’ Seliger |

| Arbitro: | Risse |

|  |           |                       |
|  | Marcatori | 82’ (aut.) Saborowski |

| Arbitro: | Klauser |

|                         |           |  |
| Hupe 30’ Pagelsdorf 90’ | Marcatori |  |

| Arbitro: | Hontheim |

|                               |           |                                        |
| Helmes 71’ Seliger 74’ (rig.) | Marcatori | 29’ Hoeneß 31’ Horsmann 72’ Rummenigge |

| Arbitro: | Walz |

|                       |           |             |
| Szech 78’ Hermann 80’ | Marcatori | 26’ Büssers |

| Arbitro: | Linn |

|  |           |                          |
|  | Marcatori | 3’ Stetter 59’ Vorreiter |

| Arbitro: | Ross |

|                                                      |           |            |
| Bracht 23’ Okudera 28’, 75’ Reinders 70’ (rig.), 79’ | Marcatori | 29’ Helmes |

| Arbitro: | Stäglich |

|                        |           |            |
| Helmes 30’ Büssers 37’ | Marcatori | 27’ Bommer |

### Coppa di Germania
| Arbitro: | Tritschler |

|                      |           |            |
| Fruck 16’ Szesni 86’ | Marcatori | 72’ Strack |

| Arbitro: | Schütte |

|                                |           |  |
| Helmes 33’ Dietz 44’ Gores 70’ | Marcatori |  |

| Arbitro: | Föckler |

|               |           |                   |
| Wohlfarth 60’ | Marcatori | 6’ Bold 113’ Groß |

## Statistiche

### Statistiche di squadra
| Competizione      | Punti | In casa | In casa | In casa | In casa | In casa | In casa | In trasferta | In trasferta | In trasferta | In trasferta | In trasferta | In trasferta | Totale | Totale | Totale | Totale | Totale | Totale | DR  |
| Competizione      | Punti | G       | V       | N       | P       | Gf      | Gs      | G            | V            | N            | P            | Gf           | Gs           | G      | V      | N      | P      | Gf     | Gs     | DR  |
| ----------------- | ----- | ------- | ------- | ------- | ------- | ------- | ------- | ------------ | ------------ | ------------ | ------------ | ------------ | ------------ | ------ | ------ | ------ | ------ | ------ | ------ | --- |
| Bundesliga        | 19    | 17      | 8       | 1       | 8       | 28      | 26      | 17           | 0            | 2            | 15           | 12           | 51           | 34     | 8      | 3      | 23     | 40     | 77     | -37 |
| Coppa di Germania | -     | 3       | 2       | 0       | 1       | 6       | 3       | 0            | 0            | 0            | 0            | 0            | 0            | 3      | 2      | 0      | 1      | 6      | 3      | +3  |
| Totale            | 19    | 20      | 10      | 1       | 9       | 34      | 29      | 17           | 0            | 2            | 15           | 12           | 51           | 37     | 10     | 3      | 24     | 46     | 80     | -34 |

### Andamento in campionato
| Giornata  | 1 | 2  | 3 | 4  | 5 | 6  | 7  | 8  | 9  | 10 | 11 | 12 | 13 | 14 | 15 | 16 | 17 | 18 | 19 | 20 | 21 | 22 | 23 | 24 | 25 | 26 | 27 | 28 | 29 | 30 | 31 | 32 | 33 | 34 |
| --------- | - | -- | - | -- | - | -- | -- | -- | -- | -- | -- | -- | -- | -- | -- | -- | -- | -- | -- | -- | -- | -- | -- | -- | -- | -- | -- | -- | -- | -- | -- | -- | -- | -- |
| Luogo     | C | T  | C | T  | C | T  | C  | T  | T  | C  | T  | C  | T  | C  | T  | C  | T  | T  | C  | T  | C  | T  | C  | T  | C  | C  | T  | C  | T  | C  | T  | C  | T  | C  |
| Risultato | N | P  | V | P  | V | P  | V  | P  | N  | P  | P  | P  | P  | V  | P  | P  | P  | P  | V  | P  | P  | N  | V  | P  | P  | V  | P  | P  | P  | P  | P  | P  | P  | V  |
| Posizione | 9 | 11 | 8 | 11 | 8 | 13 | 11 | 13 | 13 | 14 | 15 | 18 | 18 | 17 | 18 | 18 | 18 | 18 | 18 | 18 | 18 | 18 | 18 | 18 | 18 | 16 | 17 | 17 | 17 | 17 | 18 | 18 | 18 | 18 |

Legenda:

Luogo: C = Casa; T = Trasferta. Risultato: V = Vittoria; N = Pareggio; P = Sconfitta.

### Statistiche dei giocatori
| Giocatore     | Bundesliga | Bundesliga | Bundesliga  | Bundesliga | Coppa di Germania | Coppa di Germania | Coppa di Germania | Coppa di Germania | Totale   | Totale | Totale      | Totale     |
| Giocatore     | Presenze   | Reti       | Ammonizioni | Espulsioni | Presenze          | Reti              | Ammonizioni       | Espulsioni        | Presenze | Reti   | Ammonizioni | Espulsioni |
| ------------- | ---------- | ---------- | ----------- | ---------- | ----------------- | ----------------- | ----------------- | ----------------- | -------- | ------ | ----------- | ---------- |
| F. Brings     | 9          | 0          | 0           | 0          | 1                 | 0                 | 0                 | 0                 | 10       | 0      | 0           | 0          |
| H. Büssers    | 27         | 4          | 3           | 0          | 1                 | 0                 | 0                 | 0                 | 28       | 4      | 3           | 0          |
| W. Dedic      | 2          | 0          | 0           | 0          | 0                 | 0                 | 0                 | 0                 | 2        | 0      | 0           | 0          |
| B. Dietz      | 33         | 6          | 1           | 0          | 3                 | 1                 | 0                 | 0                 | 36       | 7      | 1           | 0          |
| M. Dubski     | 33         | 2          | 1           | 0          | 3                 | 0                 | 0                 | 0                 | 36       | 2      | 1           | 0          |
| P. Fenten     | 21         | 0          | 1           | 0          | 3                 | 0                 | 1                 | 0                 | 24       | 0      | 2           | 0          |
| N. Fruck      | 19         | 2          | 0           | 0          | 2                 | 1                 | 0                 | 0                 | 21       | 3      | 0           | 0          |
| U. Fuchs      | 0          | 0          | 0           | 0          | 0                 | 0                 | 0                 | 0                 | 0        | 0      | 0           | 0          |
| C. Gebauer    | 6          | 0          | 0           | 0          | 0                 | 0                 | 0                 | 0                 | 6        | 0      | 0           | 0          |
| R. Gores      | 18         | 1          | 4           | 0          | 2                 | 1                 | 0                 | 0                 | 20       | 2      | 4           | 0          |
| G. Heinze     | 29         | 0          | 0           | 0          | 3                 | 0                 | 0                 | 0                 | 32       | 0      | 0           | 0          |
| U. Helmes     | 30         | 6          | 1           | 0          | 2                 | 1                 | 0                 | 0                 | 32       | 7      | 1           | 0          |
| T. Kempe      | 31         | 4          | 4           | 0          | 3                 | 0                 | 0                 | 0                 | 34       | 4      | 4           | 0          |
| K. Lambert    | 0          | 0          | 0           | 0          | 0                 | 0                 | 0                 | 0                 | 0        | 0      | 0           | 0          |
| P. Notthoff   | 1          | 0          | 0           | 0          | 0                 | 0                 | 0                 | 0                 | 1        | 0      | 0           | 0          |
| S. Park       | 2          | 0          | 0           | 0          | 0                 | 0                 | 0                 | 0                 | 2        | 0      | 0           | 0          |
| F. Saborowski | 30         | 2          | 5           | 0          | 3                 | 0                 | 0                 | 0                 | 33       | 2      | 5           | 0          |
| D. Schacht    | 17         | 0          | 3           | 0          | 2                 | 0                 | 0                 | 0                 | 19       | 0      | 3           | 0          |
| W. Schreiner  | 5          | 0          | 0           | 0          | 0                 | 0                 | 0                 | 0                 | 5        | 0      | 0           | 0          |
| R. Seliger    | 28         | 10         | 1           | 0          | 3                 | 0                 | 0                 | 0                 | 31       | 10     | 1           | 0          |
| F. Steininger | 17         | 0          | 1           | 0          | 2                 | 0                 | 0                 | 0                 | 19       | 0      | 1           | 0          |
| G. Szesni     | 32         | 2          | 7           | 1          | 2                 | 1                 | 0                 | 0                 | 34       | 3      | 7           | 1          |
| R. Wohlfarth  | 17         | 1          | 1           | 0          | 2                 | 1                 | 0                 | 0                 | 19       | 2      | 1           | 0          |
| K. Zwamborn   | 18         | 0          | 3           | 0          | 1                 | 0                 | 0                 | 0                 | 19       | 0      | 3           | 0          |
| W. de Beer    | 1          | 0          | 0           | 0          | 0                 | 0                 | 0                 | 0                 | 1        | 0      | 0           | 0          |